# Medaglie nelle staffette miste dei campionati europei di nuoto
In questa pagina sono elencate tutte le medaglie nelle staffette miste dei campionati europei di nuoto in vasca lunga, a partire dagli europei di Berlino 2014.

## Staffetta misti mista

### 4 x 100 m misti mista
| Edizione      | Oro           | Argento     | Bronzo        |
| ------------- | ------------- | ----------- | ------------- |
| Berlino 2014  | Gran Bretagna | Paesi Bassi | Russia        |
| Londra 2016   | Gran Bretagna | Italia      | Ungheria      |
| Glasgow 2018  | Gran Bretagna | Russia      | Italia        |
| Budapest 2020 | Gran Bretagna | Paesi Bassi | Italia        |
| Roma 2022     | Paesi Bassi   | Italia      | Gran Bretagna |
| Belgrado 2024 | Israele       | Germania    | Ungheria      |

- Paese più premiato:  Regno Unito
- Record della competizione: 3'38"82 ( Gran Bretagna [ Kathleen Dawson, Adam Peaty, James Guy, Anna Hopkin ], Budapest 2020)

## Staffette a stile libero miste

### 4 x 100 m stile libero mista
| Edizione      | Oro           | Argento       | Bronzo   |
| ------------- | ------------- | ------------- | -------- |
| Berlino 2014  | Italia        | Russia        | Francia  |
| Londra 2016   | Paesi Bassi   | Italia        | Francia  |
| Glasgow 2018  | Francia       | Paesi Bassi   | Russia   |
| Budapest 2020 | Gran Bretagna | Paesi Bassi   | Italia   |
| Roma 2022     | Francia       | Gran Bretagna | Svezia   |
| Belgrado 2024 | Ungheria      | Polonia       | Germania |

- Paese più premiato:  Francia
- Record della competizione: 3'22"07 ( Francia [ Jérémy Stravius, Mehdy Metella, Marie Wattel, Charlotte Bonnet ], Glasgow 2018),  Regno Unito [ Duncan Scott, Thomas Dean, Anna Hopkin, Freya Anderson ], Budapest 2020).

### 4 x 200 m stile libero mista
| Edizione      | Oro           | Argento | Bronzo        |
| ------------- | ------------- | ------- | ------------- |
| Glasgow 2018  | Germania      | Russia  | Gran Bretagna |
| Budapest 2020 | Gran Bretagna | Italia  | Russia        |
| Roma 2022     | Gran Bretagna | Francia | Italia        |
| Belgrado 2024 | Ungheria      | Polonia | Germania      |

- Paese più premiato:  Regno Unito
- Record della competizione: 7'26"67 ( Regno Unito [ Thomas Dean, James Guy, Abbie Wood, Freya Anderson ], Budapest 2020)

## Medagliere delle staffette miste
(aggiornato a Belgrado 2024)

| Pos. | Paese       | Oro | Argento | Bronzo | Totale |
| ---- | ----------- | --- | ------- | ------ | ------ |
| 1    | Regno Unito | 7   | 1       | 2      | 10     |
| 2    | Paesi Bassi | 2   | 4       | 0      | 6      |
| 3    | Francia     | 2   | 1       | 2      | 5      |
| 4    | Ungheria    | 2   | 0       | 2      | 4      |
| 5    | Italia      | 1   | 4       | 4      | 9      |
| 6    | Germania    | 1   | 1       | 2      | 4      |
| 7    | Israele     | 1   | 0       | 0      | 1      |
| 8    | Russia      | 0   | 3       | 3      | 6      |
| 9    | Polonia     | 0   | 2       | 0      | 2      |
| 10   | Svezia      | 0   | 0       | 1      | 1      |